# Accacoelium contortum
Accacoelium contortum är en plattmaskart. Accacoelium contortum ingår i släktet Accacoelium och familjen Accacoeliidae. Inga underarter finns listade i Catalogue of Life.